# بیل راسل
ویلیام فلتون راسل (به انگلیسی: William Felton Russell) معروف به بیل راسل (به انگلیسی: Bill Russell) (زاده ۱۲ فوریه ۱۹۳۴ – درگذشته ۳۱ ژوئیه ۲۰۲۲) بسکتبالیست، مربی بسکتبال و گزارشگر ورزشی آمریکائی بود. او اولین سرمربی سیاه‌پوست تاریخ ان‌بی‌ای و اولین سیاهپوستی بود که وارد تالار افتخارات ان‌بی‌ای شد. از او به عنوان بهترین مدافع تاریخ بسکتبال یاد می‌شود. او تنها بازیکنی بود که می‌توانست ویلت چمبرلین افسانه ای را دفاع کند. هم چنین نفر دوم بهترین ریباند کننده تاریخ بسکتبال محسوب می‌شود.

## زندگی
بیل راسل در سال ۱۹۶۷ هدایت تیم بسکتبال بوستون سلتیکز را برعهده گرفت و اولین سرمربی سیاه‌پوست در تاریخ ان‌بی‌ای شد. او در المپیک ۱۹۵۶ ملبورن وقتی در تیم دانشگاه سان فرانسیسکو بازی می‌کرد، به همراه تیم ملی بسکتبال آمریکا مدال طلای المپیک را به دست آورد و همان سال به بوستون سلتیکز پیوست. او در طول سیزده فصل بازی در این تیم پنج بار عنوان باارزش‌ترین بازیکن ان‌بی‌ای و نه قهرمانی (دو بار به عنوان سرمربی) را به دست آورد. او در ۱۹۷۴ اولین سیاهپوستی بود که وارد تالار افتخارات ان‌بی‌ای شد. در ۱۹۷۹ زندگی‌نامه خودنوشت خود را با عنوان دومین باد: زندگی یک مرد خودرأی (Second Wind, The Memoirs of an Opinionated Man) منتشر کرد.
بیل راسل با ۲٫۰۸ سانتیمتر قد در پست سنتر بازی می‌کرد. او در دوران بازیگری خود رقابت سختی با ویلت چمبرلین دیگر بازیکن پست سنتر داشت. هر دو آن‌ها از بهترین سنترهای تاریخ بسکتبال حرفه‌ای هستند.
او در کارنامه خود مربی‌گری سیاتل سوپرسونیکز و ساکرامنتو کینگز را نیز ثبت کرده‌است.

## مرگ
راسل در ۳۱  ژوئیه ۲۰۲۲  در سن ۸۸ سالگی در حالی که همسرش در کنارش در خانه خود در جزیره مرسر، واشینگتن حضور داشت، در آرامش درگذشت.

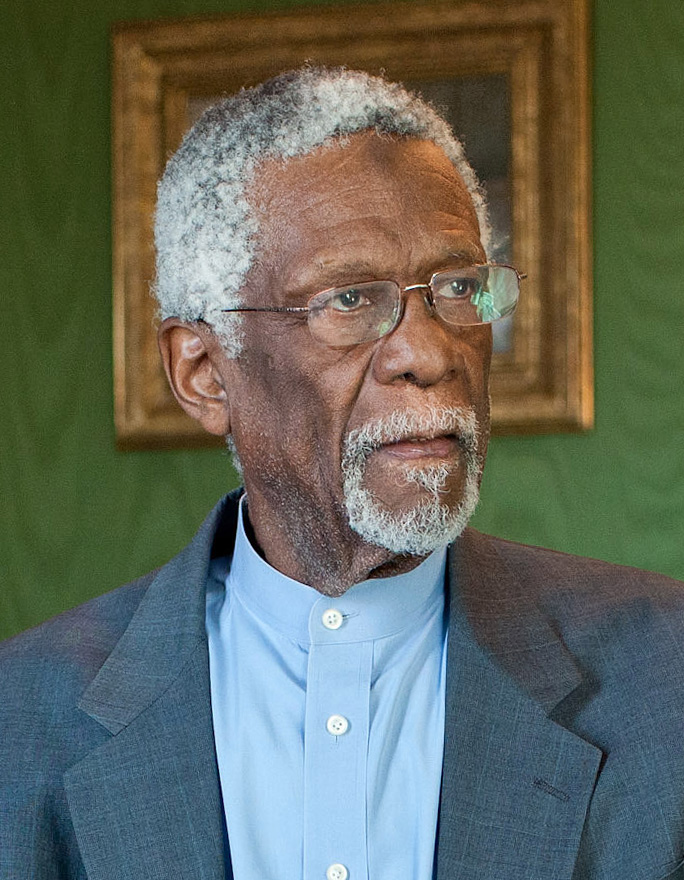
راسل در کاخ سفید (۲۰۱۱)